# جارد داونينج
جارد داونينج (بالإنجليزية: Jared Downing) هو فنان قتال مختلط أمريكي، ولد في 12 يوليو 1989 في سيدار رابيدز في الولايات المتحدة.

## وصلات خارجية
- جارد داونينج على موقع بيلاتور (الإنجليزية)
- جارد داونينج على موقع شيردوغ (الإنجليزية)
- جارد داونينج على موقع IMDb (الإنجليزية)